# Helan och Halvan (serietidning)
Helan och Halvan var en svensk serietidning som utgavs av olika förlag åren 1963-1987. Till grund för karaktärerna i serierna i tidningen ligger komikerduon Stan Laurel och Oliver Hardy (alias Helan och Halvan). 
Tidningen innehöll främst serier om Helan och Halvans galna upptåg, men under perioder förekom även sidor med skämt och diverse teckningar, och under andra perioder förekom även bi-serier som "Mr. Magoo". I den svenska utgivningen ingick även julalbum och pocketböcker med Helan och Halvan-serier.

## Handling
Trots att både Helan och Halvan ständigt bär gammaldags kläder (som exempelvis plommonstop) och gemensamt äger en veteranbil (som de också använder) så utspelar sig serien i nutid, det vill säga 1960- 70-talet. Även andra figurer som dök upp i serien bar kläder av äldre mode.
Under seriens gång har de både exempelvis besökt en filminspelning och gjort mer vardagliga saker som att röja upp i trädgården.
Många av serierna är mer eller mindre baserade på Helan och Halvans filmer, som exempelvis Vi fara till Sahara och Pianoexpressen. 

## Bakgrund
Rättigheterna till Helan och Halvan-konceptet köptes av Larry Harmon under början av 1960-talet, och Harmon i sin tur sålde licenser till olika serier. Serierna såldes till förlag världen över - däribland DC Comics och Gold Key - och detta skedde fram till slutet av 1970-talet. 
På grund av att inga av serierna som publicerades i tidningen är signerade av tecknarna är det än idag oklart vem som är upphovsman till de olika serierna, men det framgår dock att det rör sig om flera tecknare då olika stilar kan urskiljas i serierna.

## Utgivning i Sverige
I Sverige utgavs serietidningen av följande förlag:
- Williams förlag (åren 1963-1976)
- Semic (åren 1976-1978)
- Atlantic förlag (åren 1978-1987)

## Utgivning i andra länder
Tidningen har också publicerats i andra länder:

### USA
- Förlaget St. John gav ut tre nummer under den engelska titeln Laurel and Hardy år 1949 och ytterligare tre nummer under 1955-1956.
- Dell Comics publicerade fyra nummer under 1962-1963.
- Gold Key publicerade två nummer under år 1967.
- Förlaget DC Comics publicerade endast ett nummer, år 1972.

### Storbritannien
- I Storbritannien utgavs serietidningen under titeln Larry Harmon's Laurel and Hardy av Top Sellers Ltd. med start år 1972. Det är okänt hur länge utgivningen pågick och exakt hur många nummer som publicerades, men det rör sig om minst 125 nummer[6].

### Tyskland
- I Tyskland gick tidningen under namnet Dick und Doof. Ursprungligen bestod den tyska upplagan enbart av serier från den brittiska tidningen, men med tiden började man producera egna serier - bland annat serier av Mainow. Totalt utgavs minst 190 nummer av BSV - Williams åren 1965-1975.

## Helan och Halvan i andra tidningar
- Helan och Halvan har gästat serien Asterix, där de uppträdde som romare i albumet Obelix & Co. Denna variant av Helan och Halvan har även funnits som leksaksfigurer.
- I ett nummer av Galago från 1989 publicerades en serie av Mikael Oscarsson med titeln "Skyffla kol", som handlar om hur Helan och Halvan hamnar i Helvetet.

### Fotnoter
1. ↑  Okänt. ”Helan & Halvan”. Helan & Halvan. Sverige: http://seriewikin.serieframjandet.se. http://seriewikin.serieframjandet.se/index.php/Helan_%26_Halvan. Läst 21 juni 2012.  ”Periodvis innehöll tidningen, med undantag för enstaka sidor med skämtteckningar och roliga historier, endast avsnitt av titelserien; under andra perioder förekom även andra serier (som "Mr. Magoo") i den.”
2. ↑  Okänt. ”Helan & Halvan”. Helan & Halvan. Sverige: http://seriewikin.serieframjandet.se. http://seriewikin.serieframjandet.se/index.php/Helan_%26_Halvan. Läst 21 juni 2012.  ”Även svensk utgivning i form av julalbum, pocket med mera har förekommit.”
3. ↑  Okänt. ”Helan & Halvan”. Helan & Halvan. Sverige: http://seriewikin.serieframjandet.se/. http://seriewikin.serieframjandet.se/index.php/Helan_%26_Halvan. Läst 21 juni 2012.  ”I början av 1960-talet köptes rättigheterna till "Helan & Halvan"-konceptet upp av artisten Larry Harmon, som sålde ut licens till serieversioner.”
4. ↑  Okänt. ”Helan & Halvan”. Helan & Halvan. Sverige: http://seriewikin.serieframjandet.se. http://seriewikin.serieframjandet.se/index.php/Helan_%26_Halvan. Läst 21 juni 2012.  ”Dessa gavs bland annat ut av amerikanska Dell Comics, Gold Key och DC Comics, brittiska Top Sellers Ltd. och tyska BSV – Williams, fram till slutet av 1970-talet.”
5. ↑  Okänt. ”Helan & Halvan”. Helan & Halvan. Sverige: http://seriewikin.serieframjandet.se/. http://seriewikin.serieframjandet.se/index.php/Helan_%26_Halvan. Läst 21 juni 2012.  ”Serierna är genomgående osignerade, men ett flertal olika distinkta teckningsstilar kan urskiljas.”
6. ↑  Okänt. ”Helan & Halvan”. Helan & Halvan. Sverige: http://seriewikin.serieframjandet.se. http://seriewikin.serieframjandet.se/index.php/Helan_%26_Halvan. Läst 21 juni 2012.  ”Larry Harmon's Laurel and Hardy (minst 125 nummer).”